# Musica e intelligenza artificiale
Per musica e intelligenza artificiale si intende il contributo dato dall'IA nell'ambito della musica. La ricerca sull'intelligenza artificiale (IA) ha avuto un impatto sulla diagnosi medica, sulla finanza, sul controllo dei robot e su molti altri campi, compreso quello musicale. L'intelligenza artificiale e la musica (AIM) sono state a lungo un argomento comune in numerose conferenze e workshop, tra cui l'International Computer Music Conference, la Computing Society Conference  e la International Joint Conference on Artificial Intelligence. In effetti, la prima Conferenza Internazionale sulla Computer Music è stata l'ICMC nel 1974, presso la Michigan State University. La ricerca attuale include l'applicazione dell'IA nella composizione musicale, performance, teoria ed elaborazione del suono digitale.
Sono stati sviluppati diversi software musicali che utilizzano l'intelligenza artificiale per produrre musica. Come le sue applicazioni in altri campi, l'IA in questo caso simula anche compiti mentali. Una caratteristica importante è la capacità dell'algoritmo di apprendere in base alle informazioni ottenute come la tecnologia di accompagnamento del computer, che è in grado di ascoltare e seguire un esecutore umano in modo che possa eseguire in sincronia. L'intelligenza artificiale guida anche la cosiddetta tecnologia di composizione interattiva, in cui un computer compone musica in risposta all'esibizione di un musicista dal vivo. Esistono molte altre applicazioni AI per la musica che prevedono non solo la composizione, la produzione e le performance musicali, ma anche il modo in cui viene commercializzata.

## Storia
Nel 1960, il ricercatore russo R. Kh. Zaripov ha pubblicato il primo articolo al mondo sulla composizione di musica algoritmica utilizzando il computer Ural-1.
Nel 1965, l'inventore Ray Kurzweil ha presentato per la prima volta un brano per pianoforte creato da un computer in grado di riconoscere pattern in varie composizioni. Il computer è stato quindi in grado di analizzare e utilizzare questi modelli per creare nuove melodie. Il computer ha debuttato nel programma I've Got a Secret di Steve Allen e ha bloccato i presentatori fino a quando la star del cinema Henry Morgan ha indovinato il segreto di Ray.
Nel 1997, un programma di intelligenza artificiale chiamato Experiments in Musical Intelligence (EMI) sembrava superare un compositore umano nel compito di comporre un brano musicale che imita lo stile di Bach.

## Software

### Interactive scores
Gli scenari multimediali nelle partiture interattive sono rappresentati da oggetti temporali, relazioni temporali e oggetti interattivi. Esempi di oggetti temporali sono suoni, video e controlli della luce. Gli oggetti temporali possono essere attivati da oggetti interattivi (solitamente lanciati dall'utente) e diversi oggetti temporali possono essere eseguiti simultaneamente. Un oggetto temporale può contenere altri oggetti temporali: questa gerarchia ci permette di controllare l'inizio o la fine di un oggetto temporale controllando l'inizio o la fine del suo genitore. La gerarchia è sempre presente in tutti i tipi di musica: i brani musicali sono spesso gerarchizzati da movimenti, parti, motivi, misure, tra le altre segmentazioni.

### Computer Accompaniment (Carnegie Mellon University)
Il Computer Music Project della CMU sviluppa musica per computer e tecnologia per le performance interattive per migliorare l'esperienza musicale e la creatività umana. Questo sforzo interdisciplinare si basa su teoria musicale, scienze cognitive, intelligenza artificiale e apprendimento automatico, interazione uomo - macchina, sistemi in tempo reale, computer grafica e animazione, multimedia, linguaggi di programmazione ed elaborazione del segnale .

### ChucK
Sviluppato presso la Princeton University da Ge Wang e Perry Cook, ChucK è un linguaggio multipiattaforma basato su testo che consente la sintesi, la composizione, l'esecuzione e l'analisi della musica in tempo reale. È utilizzato da SLOrk (Stanford Laptop Orchestra) e PLOrk (Princeton Laptop Orchestra).

### MorpheuS
MorpheuS  è un progetto di ricerca di Dorien Herremans ed Elaine Chew presso la Queen Mary University di Londra, finanziato dal progetto dell'UE Marie Skłodowská-Curie. Il sistema utilizza un approccio di ottimizzazione basato su un algoritmo di ricerca di quartiere variabile per trasformare i pezzi del modello esistenti in pezzi nuovi con un livello prestabilito di tensione tonale che cambia dinamicamente in tutto il pezzo. Questo approccio di ottimizzazione consente l'integrazione di una tecnica di rilevamento dei pattern al fine di rafforzare la struttura a lungo termine e temi ricorrenti nella musica generata. I brani composti da MorpheuS sono stati eseguiti in concerti sia a Stanford che a Londra.

### AIVA
Creato nel febbraio 2016, in Lussemburgo, AIVA è un programma che produce colonne sonore per qualsiasi tipo di media. Gli algoritmi alla base di AIVA sono basati su architetture di apprendimento profondo  AIVA è stato utilizzato anche per comporre una traccia Rock chiamata On the Edge, così come un brano pop Love Sick  in collaborazione con la cantante Taryn Southern, per la creazione del suo album del 2018 "I am AI".

## Cantanti generati da intelligenza artificiale in Italia
A partire dal 2022, anche in Italia hanno iniziato a emergere progetti vocali che utilizzano voci sintetiche generate con intelligenza artificiale. Alcuni artisti virtuali italiani sono nati da iniziative indipendenti, altri da collettivi o agenzie di produzione.
Il 2025 è considerato l’anno di maggiore visibilità per questi progetti, con la diffusione di strumenti come SUNO, Kits.AI e ElevenLabs, e la crescente sperimentazione vocale anche in lingua italiana. Tra gli eventi più rappresentativi si segnala la presenza dell’intelligenza artificiale al Festival parallelo S.A.R.E.M.O., dove sono stati presentati contenuti musicali creati con algoritmi.
Tra i progetti italiani più noti:
- IAM, promossa dal collettivo AIIC e ideata dal regista Claudio Zagarini, è considerata la prima AI popstar italiana a ottenere una copertura mediatica nazionale, con il singolo Pazzesco trasmesso anche in radio.[19]
- MAIA, progetto indipendente lanciato da BeStudio nel 2025, unisce voce sintetica generata con SUNO a testi scritti da un'autrice umana, con uno stile musicale definito lo-fi pop poetico.[20]
- Candy Rose e ShowVice, tra i primi avatar musicali italiani, sono apparsi nel 2024 come tentativi di integrare AI, immagine digitale e attivismo sociale nel panorama musicale giovanile.[21]

Questi artisti sono attivi principalmente su piattaforme digitali come Spotify, YouTube e Instagram, e rappresentano un’evoluzione della figura del cantante virtuale già presente in Giappone con fenomeni come Hatsune Miku.